# Фон-дю-Лак (индейская резервация)
Фонд-дю-Лак (англ. Fond du Lac Indian Reservation; на языке оджибве Nagaajiwanaang) — индейская резервация алгонкиноязычного народа оджибве, расположенная в северо-восточной части штата Миннесота и на северо-западе штата Висконсин, США.

## История
Индейская резервация Фон-дю-Лак была основана договором между правительством США и группами народа оджибве в 1854 году. Согласно условиям этого договора различные группы оджибве уступали приблизительно 25 % земельных площадей нынешних штатов Миннесота и Висконсин, плюс остаток Верхнего Мичигана властям Соединённых Штатов. Взамен они получали денежную компенсацию за их земли и две небольшие резервации, одной из которых была Фон-дю-Лак.

## География
Резервация расположена в основном на северо-востоке штата Миннесота, на границе двух округов — Карлтона и Сент-Луиса, также восемь небольших несмежных участков находятся в округе Дуглас, штат Висконсин.
Общая площадь Фон-дю-Лак, включая трастовые земли (1,42 км²), составляет 412,78 км², из них 400,12 км² приходится на сушу и 12,66 км² — на воду. Административным центром резервации является город Клоке, только западная малонаселённая часть города находится на территории резервации.

## Демография
| Год переписи                    | Нас. |  | %±    |
| ------------------------------- | ---- |  | ----- |
| 2000                            | 3728 |  | —     |
| 2010                            | 4250 |  | 14%   |
| 2020                            | 4184 |  | −1,6% |
| 2000–2020 U.S. Decennial Census |      |  |       |

По данным федеральной переписи населения 2000 года, в резервации проживало 3 728 человек.
Согласно федеральной переписи населения 2020 года в резервации проживало 4 184 человека, насчитывалось 1 525 домашних хозяйств и 1 713 жилых домов. Средний доход на одно домашнее хозяйство в индейской резервации составлял 55 750 долларов США. Около 20,4 % всего населения находились за чертой бедности, в том числе 29,2 % тех, кому ещё не исполнилось 18 лет, и 10,7 % старше 65 лет.
Расовый состав распределился следующим образом: белые — 2 093 чел., афроамериканцы — 18 чел., коренные американцы (индейцы США) — 1 739 чел., азиаты — 5 чел., океанийцы — 0 чел., представители других рас — 16 чел., представители двух или более рас — 313 человек; испаноязычные или латиноамериканцы любой расы составили 102 человека. Плотность населения составляла 10,14 чел./км².

## Комментарии
1. ↑  В состав резервации входит часть населённого пункта.